# Storozhova zastava
Storozhova zastava (em ucraniano:  «Сторожова́ заста́ва») é um filme de aventura/fantasia ucraniano baseado no livro homónimo de Volodymyr Rutkivskyi e dirigido por Yuriy Kovalyov. O filme foi lançado na Ucrânia em 12 de outubro de 2017. O filme é sobre Victor, um estudante dos dias actuais que viaja mil anos ao passado.

## Produção
Storozhova zastava é a longa-metragem de estreia do diretor Yuriy Kovalyov.
O livro homónimo de Volodymyr Rutkivskyi foi adaptado para o roteiro de Sashko Dermanskyi e Yaroslav Voitseshek. A figurinista Antonina Belinska disse que demorou um mês para criar os esboços das fantasias. “Fizemos um trabalho meticuloso ao estudar as fontes históricas e consultamos amplamente historiadores e reencenadores. Em seguida, adicionamos alguns detalhes para realçar a imagem e as características, e a partir de tudo isso criamos os figurinos das nossas personagens”, acrescentou Sra. Belinska.
A filmagem começou em novembro de 2015 nas falésias Olexa Dovbush nos Cárpatos, na mina a céu aberto de Korostyshiv, no eco-espaço Teterivskyi Kish e em Bucha, bem como no filme Film.ua ambientado com o cenário massivo da própria fortaleza construído especialmente para a produção.
Foi uma estreia como actor para Danylo Kamenskyi e Yeva Kosheva, que protagonizarem o filme.
O orçamento do filme foi de 40 milhões de hryvnias.
A pós-produção, СGI e VFX foram feitas pelo estúdio ucraniano Postmodern.

## Lançamento
Fevereiro de 2015: direitos de uso do aluguel do filme vendidos para a França durante o European Film Market no Festival Internacional de Cinema de Berlim.
Março de 2016: O filme foi vendido para exibição em distribuição no território da Índia, Vietname e Malásia durante o Mercado Internacional de Cinema e TV de Hong Kong (FILMART).